# Paul Nash
Paul Nash (Londres, 11 de mayo de 1889-Dorset, 11 de julio de 1946) fue un pintor inglés, famoso por sus cuadros de guerra y sus paisajes, algunos de los cuales muestran la influencia de los surrealistas y del artista italiano Giorgio de Chirico.
Nacido en Londres el 11 de mayo de 1889, Nash estudió en la Escuela politécnica de Chelsea, en «London County Council School» y en la «Slade School of Art». En 1912 expuso en la galería Carfax. Consolidó su reputación tras su servicio durante la Primera Guerra Mundial. En el periodo de entreguerras se vinculó con el mundo de la vanguardia, exponiendo con los surrealistas en Londres (1936) y París (1938). Aunque muy enfermo, durante la Segunda Guerra Mundial volvió a producir importantes trabajos como cronista de guerra, antes de su fallecimiento el 11 de julio de 1946 en Boscombe, Hampshire.
En la primera parte de su carrera Nash adoptó un estilo conservador influido sobre todo por la tradición paisajista inglesa. Durante la Primera Guerra Mundial su trabajo se concentró en la representación deformada del paisaje del frente de guerra, que hizo en numerosos cuadros de gran tamaño.
Su obra más creativa la llevó a cabo a finales de la década de 1920. En «Equivalents for the megaliths» (1935, Tate Gallery, Londres), por ejemplo, transformó los megalitos prehistóricos de Wiltshire en misteriosas formas geométricas, imprimiéndoles una calidad surrealista que le acercan a la obra de De Chirico.
El logro de Nash fue combinar la tradición paisajista inglesa con los movimientos de vanguardia europeos. Ocupa un lugar destacado, al ser uno de los fundadores del grupo vanguardista Unit One en 1933, en el que colaboró con artistas de la talla de Henry Moore, Barbara Hepworth y Ben Nicholson.